# زعرور خوخي الورق
زُعرور خوخي الورق موطنه جنوب أُنطرية بكندا والولايات المتحدة مثل نيويورك وبنسلفانية وأهاية وكنتاكي وفرجنية الغربية وفرجنية. تعد واحدة من أفضل 5 أشجار للحدائق الصغيرة. 

## الاستخدامات
يستخدم الصنف Prunifolia شجرة في الشارع وغالبًا ما يستخدم في الحدائق للزينة خاصة لعرضه الخريفي المذهل. ينمو نموًا كثيفًا لدرجة كافية لاستخدامه تحويطًا أو سياجًا أو مصدات الرياح.